# Clannad in Concert
| Recensione | Giudizio |
| ---------- | -------- |
| AllMusic   |          |

Clannad in Concert è il primo album registrato dal vivo dal gruppo musicale irlandese dei Clannad. Riprende registrazioni eseguite durante le esibizioni tenute in Svizzera nel 1978; i brani, riarrangiati e dilatati, ospitano numerosi assoli dei singoli componenti della band.

## Tracce
Brani tradizionali, eccetto dove indicato.
Lato A
1. Ó Bhean A'ti – 3:00
2. Fairies Hornpipe / Off to California – 3:20
3. Neansaí Mhile Grá – 4:45
4. Mhaire Bruinneal – 1:08
5. Planxty Burke – 3:42 (Turlough O'Carolan)

Durata totale: 15:55
Lato B
1. An Giobóg – 2:10
2. Down by the Sally Gardens – 4:35 (William Butler Yeats (parole), Herbert Hughes (musica); arrangiamento e adattamento di Ciarán Brennan)
3. Níl Sé'n Lá – 10:20

Durata totale: 17:05

## Formazione
- Máire Ó Bhraonáin - arpa, voce
- Ciarán O Braonáin - contrabbasso, chitarra, voce
- Pól Ó Braonáin - flauto, whistle, chitarra, bongos, voce
- Noel Ó Dúgain - chitarra, harmonium
- Pádraig Ó Dúgain - mandola, chitarra, armonica, bongos, voce